# Juju (Sängerin)
Juju (japanisch ジュジュ, Eigenschreibweise: JUJU; * 14. Februar 1976 in der Präfektur Kyōto) ist eine japanische R&B-Sängerin mit einem Jazzhintergrund. Nachdem sie seit 2000 erste musikalische Erfahrungen sammelte, debütierte sie 2004 im japanischen Musikgeschäft.

## Leben und Karriere
In der Präfektur Kyōto geboren und aufgewachsen, wollte Juju eine Jazz-Sängerin werden und bereitete sich darauf durch viele verschiedene musikalische Aktivitäten vor. Mit 18 Jahren verließ sie Japan und zog in die USA nach New York City. Dort trat sie in Jazzclubs auf und entwickelte ihren eigenen Stil, der Einflüsse von Jazz, R&B, Hip-Hop, Soul, Latin Music und House aufweist. Um 2001 kam es zu ersten Kooperationen Jujus mit verschiedenen Musikern. Ein Jahr später erstellte sie die Titelmusik zum Film Kyōki no Sakura.
Im Jahr 2004 unterschrieb sie ihren ersten Plattenvertrag bei Sony Music Associated Records Inc. und debütierte mit ihrer ersten Single, Hikaru no Naka e (光の中へ), die jedoch kein Erfolg war. Im selben Jahr hatte sie, neben ihren Aktivitäten in den USA, Auftritte in Japan. Ihre dritte Single, Kiseki o Nozomu nara… (奇跡を望むなら…), erreichte die Spitze der USEN-Charts und hielt sich dort für 22 Wochen in den Charts, was für diese Charts einen Rekord bedeutete. Da sie allerdings nur von kleineren Gruppen von Hörern unterstützt wurde, war sie zu diesem Zeitpunkt noch recht unbekannt.
Am 13. August 2008 veröffentlichte sie, mit der japanischen Gruppe Spontania, eine Kollaborations-Single, welche Kimi no Subete ni (君のすべてに) hieß. Hiermit landete sie auf Platz 7 der Oricon-Charts und wurde auch in der japanischen Musikbranche bekannter. Außerdem konnte sich das Lied mehr als 2,5 Millionen Mal, in Japan, digital verkaufen. Am 26. November 2008 legte sie gemeinsam mit Spontania eine weitere Single vor: Sunao ni Naretara (素直になれたら) konnte auf Platz 6 der Oricon-Charts einsteigen und wurde bis zu 2,2 Millionen Mal legal als Download herabgeladen. Seit 2007 legte sie mehrere Alben vor, von denen Request in Japan sogar Doppelplatin erreichte.
Ihr Lied Because of You wurde in der japanischen Version des Filmes Passengers als Titellied verwendet.
Derzeit wohnt Juju in New York City.

## Diskografie

### Alben
| Jahr | Titel                                                              | Höchstplatzierung, Gesamtwochen, AuszeichnungChartsChartplatzierungen (Jahr, Titel, Platzierungen, Wochen, Auszeichnungen, Anmerkungen) | Anmerkungen                                                     |
| Jahr | Titel                                                              | JP | Anmerkungen                                                     |
| ---- | ------------------------------------------------------------------ | --- | --------------------------------------------------------------- |
| 2007 | Open Your Heart: Sugao no Mama de (Open Your Heart ~素顔のままで~) | JP16 (13 Wo.)JP | Erstveröffentlichung: 6. Juni 2007 Verkäufe JP: + 35.585        |
| 2007 | Wonderful Life                                                     | JP13 (18 Wo.)JP | Erstveröffentlichung: 10. Oktober 2007 Verkäufe JP: + 41.580    |
| 2008 | My Life                                                            | JP117 (2 Wo.)JP | Erstveröffentlichung: 11. Juni 2008 Verkäufe JP: + 1.826        |
| 2009 | What’s Love?                                                       | JP3 Platin · (57 Wo.)JP | Erstveröffentlichung: 4. März 2009 Verkäufe JP: + 264.841       |
| 2010 | Juju                                                               | JP2 Gold · (54 Wo.)JP | Erstveröffentlichung: 17. März 2010 Verkäufe JP: + 145.269      |
| 2010 | Request                                                            | JP1 ×2Doppelplatin · (71 Wo.)JP | Erstveröffentlichung: 29. September 2010 Verkäufe JP: + 481.958 |
| 2011 | You                                                                | JP1 Platin · (58 Wo.)JP | Erstveröffentlichung: 13. Juli 2011 Verkäufe JP: + 353.029      |
| 2011 | Delicious                                                          | JP5 Gold · (26 Wo.)JP | Erstveröffentlichung: 30. November 2011 Verkäufe JP: + 120.334  |
| 2011 | Juju Complete Box                                                  | — | Erstveröffentlichung: 30. November 2011                         |
| 2012 | MTV Unplugged: Juju                                                | JP15 (13 Wo.)JP | Erstveröffentlichung: 1. August 2012 Verkäufe JP: + 25.276      |
| 2012 | Best Story: Love Stories                                           | JP2 Platin · (82 Wo.)JP | Erstveröffentlichung: 7. November 2012 Verkäufe JP: + 285.575   |
| 2012 | Best Story: Life Stories                                           | JP1 Platin · (60 Wo.)JP | Erstveröffentlichung: 7. November 2012 Verkäufe JP: + 308.036   |
| 2013 | Delicious: Juju’s Jazz 2nd Dish                                    | JP11 (17 Wo.)JP | Erstveröffentlichung: 26. Juni 2013 Verkäufe JP: + 52.608       |
| 2013 | Gift                                                               | JP15 (11 Wo.)JP | Erstveröffentlichung: 11. Dezember 2013 Verkäufe JP: + 23.501   |
| 2014 | Door                                                               | JP2 Gold · (33 Wo.)JP | Erstveröffentlichung: 5. März 2014 Verkäufe JP: + 106.346       |
| 2014 | Request II                                                         | JP3 Gold · (29 Wo.)JP | Erstveröffentlichung: 3. Dezember 2014 Verkäufe JP: + 114.014   |
| 2015 | What You Want                                                      | JP4 Gold · (23 Wo.)JP | Erstveröffentlichung: 9. Dezember 2015 Verkäufe JP: + 107.056   |
| 2016 | Timeless                                                           | JP5 (12 Wo.)JP | Erstveröffentlichung: 9. März 2016 Verkäufe JP: + 19.571        |
| 2016 | Snack Juju: Yoru no Request (スナックJuju ~夜のRequest~)           | JP3 Gold · (68 Wo.)JP | Erstveröffentlichung: 26. Oktober 2016 Verkäufe JP: + 132.981   |
| 2018 | I                                                                  | JP1 Gold · (25 Wo.)JP | Erstveröffentlichung: 21. Februar 2018 Verkäufe JP: + 75.607    |
| 2018 | Juju Big Band Jazz Live "So Delicious, So Good"                    | JP22 (7 Wo.)JP | Erstveröffentlichung: 18. April 2018 Verkäufe JP: + 5.024       |
| 2018 | Delicious: Juju’s Jazz 3rd Dish                                    | JP11 (16 Wo.)JP | Erstveröffentlichung: 5. Dezember 2018 Verkäufe JP: + 21.861    |
| 2020 | Your Story                                                         | JP1 Gold · (60 Wo.)JP | Erstveröffentlichung: 8. April 2020 Verkäufe JP: + 161.035      |
| 2020 | Ore no Request                                                     | JP7 (27 Wo.)JP | Erstveröffentlichung: 21. Oktober 2020 Verkäufe JP: + 80.000    |
| 2022 | Yūmin o Meguru Monogatari (ユーミンをめぐる物語)                   | JP5 (27 Wo.)JP | Erstveröffentlichung: 16. März 2022 Verkäufe JP: + 29.932       |
| 2023 | Snack Juju: Night Request "Mama Came Back"                         | JP6 (29 Wo.)JP | Erstveröffentlichung: 1. November 2023 Verkäufe JP: + 15.925    |

### Singles
| Jahr | Titel Album                                                                                                 | Höchstplatzierung, Gesamtwochen, AuszeichnungChartsChartplatzierungen (Jahr, Titel, Album, Platzierungen, Wochen, Auszeichnungen, Anmerkungen) | Anmerkungen |
| Jahr | Titel Album                                                                                                 | JP | Anmerkungen |
| ---- | --- | --- | --- |
| 2003 | In-Mail Dai San no Otoko                                                                                    | — | Erstveröffentlichung: 5. März 2003 Verkäufe JP: + 3.511; Dohzi-T feat. Juju                                                                                    |
| 2004 | Hikari no Naka e (光の中へ) Open Your Heart                                                                 | — | Erstveröffentlichung: 25. August 2004 |
| 2004 | Cravin’ Open Your Heart                                                                                     | — | Erstveröffentlichung: 26. November 2004 |
| 2006 | Kiseki o Nozomu nara… (奇跡を望むなら…) Wonderful Life                                                      | JP85 ×2Doppelplatin (Digital) · (14 Wo.)JP | Erstveröffentlichung: 22. November 2006 Verkäufe JP: + 8.704                                                                                                   |
| 2007 | Natsu no Hana (ナツノハナ) Wonderful Life                                                                   | JP78 (9 Wo.)JP | Erstveröffentlichung: 8. August 2007 Verkäufe JP: + 6.545 |
| 2007 | Wish for Snow / Kiseki o Nozomu nara… Xmas Story (Wish for snow / 奇跡を望むなら…Xmas story) –              | JP55 (2 Wo.)JP | Erstveröffentlichung: 12. Dezember 2007 Verkäufe JP: + 2.794                                                                                                   |
| 2008 | Donna ni Tōkute mo… (どんなに遠くても…) What’s Love?                                                        | JP84 (4 Wo.)JP | Erstveröffentlichung: 23. April 2008 Verkäufe JP: + 2.937 |
| 2008 | Sora (空) What’s Love?                                                                                      | JP88 (2 Wo.)JP | Erstveröffentlichung: 8. Oktober 2008 Verkäufe JP: + 1.163 |
| 2008 | Kimi no Subete ni (君のすべてに) Music                                                                      | JP7 Gold + Diamant (Digital) · (24 Wo.)JP | Erstveröffentlichung: 13. Oktober 2008 · Verkäufe JP: + 83.464; mit Spontania · + JP: Platin (Downloads), + JP: Diamant (Klingelton)                           |
| 2008 | Sunao ni Naretara / I Can Be Free (素直になれたら / I can be free) What’s Love?                             | JP6 Gold + Diamant (Digital) · (16 Wo.)JP | Erstveröffentlichung: 26. November 2008 · Verkäufe JP: + 83.887; mit Spontania · + JP: Diamant (Klingelton)                                                    |
| 2009 | Yasashisa de Afureru Yō ni (やさしさで溢れるように) What’s Love?                                            | JP11 ×2Diamant (Digital) + Doppelplatin (Mobile Downloads) · (10 Wo.)JP                                                                        | Erstveröffentlichung: 11. Februar 2009 · Verkäufe JP: + 18.444 · + JP: ×3Dreifachplatin (Klingelton) , + JP: Gold (Streaming)                                  |
| 2009 | Ashita ga Kuru nara (明日がくるなら) Juju                                                                   | JP2 Gold + Gold (Digital) · (31 Wo.)JP | Erstveröffentlichung: 29. April 2009 · Verkäufe JP: + 149.943; mit Jay’Ed · + JP: Gold (Download), + JP: Diamant (Mobile Download), + JP: Diamant (Klingelton) |
| 2009 | Present Juju                                                                                                | JP29 Gold (Mobile Downloads) · (5 Wo.)JP | Erstveröffentlichung: 25. November 2009 Verkäufe JP: + 7.299                                                                                                   |
| 2010 | Sakura Ame / Ready for Love / S.H.E. / Last Kiss (桜雨 / Ready for Love / S.H.E. / Last Kiss) Juju          | JP20 Gold (Mobile Downloads) · (4 Wo.)JP | Erstveröffentlichung: 24. Februar 2010 Verkäufe JP: + 7.728 |
| 2010 | Trust in You You                                                                                            | JP30 Gold (Mobile Downloads) · (4 Wo.)JP | Erstveröffentlichung: 26. Mai 2010 Verkäufe JP: + 7.432 |
| 2010 | Hello, Again: Mukashi kara Aru Basho (Hello, Again ~昔からある場所~) Request                                | JP15 ×2Doppelplatin (Mobile Downloads) + Doppelplatin (Klingelton) · (11 Wo.)JP                                                                | Erstveröffentlichung: 28. Juli 2010 Verkäufe JP: + 23.745 |
| 2010 | Kono Yoru o Tomete yo (この夜をとめてよ) You                                                                | JP10 Gold + Diamant (Digital) · (20 Wo.)JP | Erstveröffentlichung: 17. November 2010 · Verkäufe JP: + 80.017 · + JP: ×3Dreifachplatin (Klingelton)                                                          |
| 2011 | Sayonara no Kawari ni / Negai (さよならの代わりに / 願い) You                                               | JP14 Gold (Digital) · (10 Wo.)JP | Erstveröffentlichung: 6. April 2011 Verkäufe JP: + 11.637 |
| 2011 | Mata Ashita… (また明日…) You                                                                                | JP9 ×2Doppelplatin (Klingelton) · (10 Wo.)JP                                                                                                   | Erstveröffentlichung: 1. Juni 2011 Verkäufe JP: + 46.610 |
| 2011 | You / Beloved You                                                                                           | JP28 (5 Wo.)JP | Erstveröffentlichung: 31. August 2011 Verkäufe JP: + 6.412 |
| 2011 | Lullaby of Birdland / Mizuiro no Kage (Lullaby Of Birdland / みずいろの影) Delicious                        | JP59 (3 Wo.)JP | Erstveröffentlichung: 23. November 2011 Verkäufe JP: + 2.840                                                                                                   |
| 2012 | Sign Door                                                                                                   | JP11 Platin (Digital) · (11 Wo.)JP | Erstveröffentlichung: 25. Januar 2012 Verkäufe JP: + 25.799 |
| 2012 | Tadaima (ただいま) Door                                                                                     | JP7 ×2Platin (Digital) + Doppelplatin (Mobile Downloads) · (10 Wo.)JP                                                                          | Erstveröffentlichung: 13. Juni 2012 · Verkäufe JP: + 29.428; + JP: Gold (Klingelton)                                                                           |
| 2012 | Arigatō (ありがとう) Door                                                                                   | JP10 (6 Wo.)JP | Erstveröffentlichung: 10. Oktober 2012 Verkäufe JP: + 12.580                                                                                                   |
| 2013 | Dreamer Door                                                                                                | JP20 (5 Wo.)JP | Erstveröffentlichung: 27. Februar 2013 Verkäufe JP: + 6.974 |
| 2013 | Distance Door                                                                                               | JP14 Gold (Digital) · (8 Wo.)JP | Erstveröffentlichung: 18. September 2013 Verkäufe JP: + 12.779                                                                                                 |
| 2013 | Mamotte Agetai (守ってあげたい) Door                                                                        | JP27 Gold (Digital) · (6 Wo.)JP | Erstveröffentlichung: 20. November 2013 Verkäufe JP: + 8.366                                                                                                   |
| 2014 | Door / Hot Stuff Door                                                                                       | JP25 Gold (Digital) · (6 Wo.)JP | Erstveröffentlichung: 19. Februar 2014 Verkäufe JP: + 8.019 |
| 2014 | Last Scene (ラストシーン) What You Want                                                                     | JP7 Platin (Digital) · (20 Wo.)JP | Erstveröffentlichung: 17. September 2014 Verkäufe JP: + 37.752                                                                                                 |
| 2015 | Hold Me, Hold You / Hajimari wa Itsumo Totsuzen ni (Hold me, Hold you / 始まりはいつも突然に) What You Want | JP15 (5 Wo.)JP | Erstveröffentlichung: 11. Februar 2015 Verkäufe JP: + 7.580 |
| 2015 | Playback What You Want                                                                                      | JP10 Gold (Digital) · (9 Wo.)JP | Erstveröffentlichung: 8. Juli 2015 Verkäufe JP: + 14.924 |
| 2015 | With You What You Want                                                                                      | JP15 (5 Wo.)JP | Erstveröffentlichung: 23. September 2015 Verkäufe JP: + 5.803                                                                                                  |
| 2015 | What You Want                                                                                               | JP26 Gold (Digital) · (8 Wo.)JP | Erstveröffentlichung: 18. November 2015 Verkäufe JP: + 10.524                                                                                                  |
| 2016 | Roppongi Shinjū / Love Is Over (六本木心中 / ラヴ・イズ・オーヴァー) Snack Juju ~Yoru no Request~           | JP17 (7 Wo.)JP | Erstveröffentlichung: 21. September 2016 Verkäufe JP: + 7.187                                                                                                  |
| 2016 | Believe Believe / Anata Igai Daremo Aisenai (Believe Believe / あなた以外誰も愛せない) I                    | JP25 (6 Wo.)JP | Erstveröffentlichung: 30. November 2016 Verkäufe JP: + 6.626                                                                                                   |
| 2017 | Because of You I                                                                                            | JP24 (4 Wo.)JP | Erstveröffentlichung: 22. März 2017 Verkäufe JP: + 4.496 |
| 2017 | Īwake (いいわけ) Ausrede I                                                                                  | JP11 (6 Wo.)JP | Erstveröffentlichung: 11. Oktober 2017 Verkäufe JP: + 5.770 |
| 2018 | Tōkyō (東京) Tokio I                                                                                        | JP17 Gold (Digital) · (7 Wo.)JP | Erstveröffentlichung: 24. Januar 2018 Verkäufe JP: + 8.598 |
| 2018 | Metro (メトロ) Delicious ~Juju’s Jazz 3rd Dish~                                                             | JP20 (2 Wo.)JP | Erstveröffentlichung: 31. Oktober 2018 Verkäufe JP: + 3.000 |
| 2019 | Mirai (ミライ) Zukunft Your Story                                                                           | JP23 (5 Wo.)JP | Erstveröffentlichung: 6. März 2019 Verkäufe JP: + 4.347 |
| 2020 | Stayin’ Alive Your Story                                                                                    | JP12 (13 Wo.)JP | Erstveröffentlichung: 26. Februar 2020 Verkäufe JP: + 11.000                                                                                                   |
| 2020 | Kanade / La La La Love Song Ore no Request                                                                  | JP19 (5 Wo.)JP | Erstveröffentlichung: 30. September 2020 Verkäufe JP: + 5.000                                                                                                  |
| 2021 | Kotae Awase (こたえあわせ) Checking Answers Yūmin o Meguru Monogatari                                       | JP15 (12 Wo.)JP | Erstveröffentlichung: 10. November 2021 Verkäufe JP: + 6.098                                                                                                   |
| 2022 | 花 – | JP22 (2 Wo.)JP | Erstveröffentlichung: 23. November 2022 |
| 2023 | Bet on Me –                                                                                                 | JP23 (4 Wo.)JP | Erstveröffentlichung: 15. März 2023 |
| 2023 | なごり雪/あゝ無情 –                                                                                         | JP32 (6 Wo.)JP | Erstveröffentlichung: 11. Oktober 2023 |
| 2024 | First Line –                                                                                                | JP21 (4 Wo.)JP | Erstveröffentlichung: 6. März 2024 |

Weitere Lieder
- 2011: Wish (JP: Gold (Digital))
- 2015: この夜を止めてよ (JP: Gold (Streaming))

### Videoalben
| Jahr | Titel | Höchstplatzierung, Gesamtwochen, AuszeichnungChartsChartplatzierungen (Jahr, Titel, Platzierungen, Wochen, Auszeichnungen, Anmerkungen) | Anmerkungen                                              |
| Jahr | Titel | JP | Anmerkungen                                              |
| ---- | --- | --- | -------------------------------------------------------- |
| 2010 | Juju 10.10.10 Special Live Request | JP45 (8 Wo.)JP | Erstveröffentlichung: 22. Dezember 2010                  |
| 2011 | 2011.10.10 Special Live at Blue Note Tokyo | JP170 (1 Wo.)JP | Erstveröffentlichung: 21. Dezember 2011                  |
| 2012 | MTV Unplugged: Juju | JP34 (3 Wo.)JP | Erstveröffentlichung: 1. August 2012                     |
| 2013 | Jyujyu En Zenkoku Tour 2012 at Nipponbudokan | JP22 (5 Wo.)JP | Erstveröffentlichung: 6. Februar 2013                    |
| 2013 | Juju Best Story Arena Tour 2013 | JP51 (4 Wo.)JP | Erstveröffentlichung: 25. September 2013                 |
| 2015 | Juju Super Live 2014 – Juju En 10th Anniversary Special- at Saitama Super Arena (Juju Super Live 2014 -ジュジュ苑 10th Anniversary Special- at Saitama Super Arena (苑) Garten) | JP29 (4 Wo.)JP | Erstveröffentlichung: 11. März 2015                      |
| 2015 | Juju Best Video Clips | JP50 (4 Wo.)JP | Erstveröffentlichung: 25. März 2015 Verkäufe JP: + 1.568 |
| 2017 | Juju "Juju En Special: Snack Juju at Kokuritsu Yoyogi Kyōgijō Daīchi Taīkukan" (Juju「-ジュジュ苑スペシャル- スナックJuju at 国立代々木競技場 第一体育館」)                     | JP23 (3 Wo.)JP | Erstveröffentlichung: 22. März 2017                      |

### Auszeichnungen für Musikverkäufe
Anmerkung: Auszeichnungen in Ländern aus den Charttabellen bzw. Chartboxen sind in ebendiesen zu finden.
| Land/RegionAuszeichnungen für Musikverkäufe (Land/Region, Auszeichnungen, Verkäufe, Quellen) | Gold       | Platin       | Diamant     | Verkäufe   | Quellen            |
| -------------------------------------------------------------------------------------------- | ---------- | ------------ | ----------- | ---------- | ------------------ |
| Japan (RIAJ)                                                                                 | 28× Gold28 | 28× Platin28 | 8× Diamant8 | 17.600.000 | riaj.or.jp JP2 JP3 |
| Insgesamt                                                                                    | 28× Gold28 | 28× Platin28 | 8× Diamant8 |            |                    |